# Medea (affresco)
La Medea è un affresco proveniente da Villa Arianna, rinvenuto durante gli scavi archeologici dell'antica città di Stabiae, l'odierna Castellammare di Stabia e conservato al Museo archeologico nazionale di Napoli.

## Storia e descrizione
L'affresco fu dipinto nella prima metà del I secolo, quindi in terzo stile, come decorazione centrale di un pannello parietale di un cubicolo di Villa Arianna, in una zona dell'abitazione riservata esclusivamente alle donne: nella stessa stanza erano affrescate anche Flora, Diana e Leda. Tutte queste opere furono ritrovate nel 1759 a seguito degli scavi archeologici voluti sulla collina di Varano dai Borbone: il quadretto venne quindi staccato, entrando a far parte della collezione di reperti archeologici reali.
Di puro stampo ellenistico, nell'affresco stabiano, Medea, è rappresentata su di uno sfondo azzurro, in piedi, nel momento antecedente l'uccisione dei suoi figli, dopo essere stata rifiutata da Giasone: questo particolare si denota dalla posizione della testa, china, quasi come nel voler meditare vendetta. Lo sguardo è minaccioso ma allo stesso tempo malinconico e la donna reca tra le mani una spada non ancora impugnata; la figura sembra immobile, coi i suoi abiti fermi e l'unico movimento è dato dal mantello, sotto il quale Medea cerca di nascondersi, quasi volesse rifugiarsi dai suoi sentimenti di odio.